# Jörg Bartz
Jörg Bartz (* 19. Juni 1965 in Beeskow) war langjähriger Fußballspieler der BSG Stahl Eisenhüttenstadt und deren Nachfolgeverein Eisenhüttenstädter FC Stahl. Für den FC Stahl spielte er 1991 im DFB-Supercup. 

## Laufbahn als Fußballspieler
Jörg Bartz startete seine Fußball-Laufbahn wie sein Zwillingsbruder Frank Bartz bei der heimatlichen Betriebssportgemeinschaft (BSG) des Spanplattenwerkes Beeskow. Dort spielten beide Brüder zuletzt in der vierten Liga Bezirksklasse Frankfurt und wechselten danach zur BSG Stahl Eisenhüttenstadt in die zweitklassige DDR-Liga. Hier legte Jörg Bartz einen besseren Start als sein Bruder hin, der nur auf vier torlose Punktspieleinsätze kam, während Jörg B. bereits in seiner ersten Zweitligasaison 13 Punktspiele bestritt und zwei Tore erzielte. Bis zum Sommer 1988 bestritt Jörg Bartz 63 Zweitligaspiele, in denen er zu vier Torerfolgen kam. Bruder Frank kam im gleichen Zeitraum auf 59 Einsätze und sechs Tore. 
Vor Beginn der Saison 1988/89 musste Jörg Bartz auf ärztliches Anraten den Leistungssport einstellen, da bei ihm ein Wirbelsäulenschaden festgestellt worden war. Die BSG Stahl ermöglichte es ihm aber, im Nachwuchsbereich als Übungsleiter zu arbeiten. Erst zu Beginn der Fußballsaison 1991/92 begann er selbst wieder Fußball zu spielen, nachdem er die beiden Oberligaspielzeiten und die Pokalendspielteilnahme 1991 der Eisenhüttenstädter verpasst hatte. Inzwischen hatte sich die Betriebssportgemeinschaft in den Eisenhüttenstädter FC Stahl umgewandelt, aber den Einzug in die DFB-Profiligen verfehlt. 
Durch die Teilnahme am letzten DDR-Pokalfinale hatte sich der FC Stahl aber für den DFB-Supercup 1991 und den Wettbewerb um den Pokal der Pokalsieger 1991/92 qualifiziert. Der Rekonvaleszent Jörg Bartz wurde jedoch nur im Halbfinalspiel des Supercups am 31. Juli 1991 gegen den Bundesligisten Werder Bremen eingesetzt. In der 0:1 verlorenen Partie spielte er 90 Minuten als zentraler Mittelfeldspieler, ab der 65. Minute zusammen mit seinem Bruder Frank. Beide Brüder spielten bis 1999 für Eisenhüttenstadt in der jeweils drittklassigen Oberliga Nordost bzw. ab 1994 Regionalliga Nordost. Anschließend waren sie bis 2010 als Freizeitfußballer für den Landesligisten SV Vogelsang aktiv und wechselten danach zum FSV Dynamo Eisenhüttenstadt.